# 非洲绿党联盟
非洲绿党联盟（英語：Federation of Green Parties of Africa）是非洲各国绿党和环境保护主义政党的一个联合机构。该机构于2010年在乌干达首都坎帕拉的一次会议上正式成立。作为2001年在澳大利亚首都堪培拉成立的全球绿党的一部分，非洲绿党联盟的成员党需遵守《全球绿党宪章》。该组织的常设执行机构位于布基纳法索首都瓦加杜古，当地主要的绿党组织是布基纳生态主义者联盟。它的成员党通常倾向左翼立场，但并不总是如此，它们在各自国家均没有获得广泛的支持。

## 成员党
- 安哥拉 安哥拉全国生态党
- 绿党（英语：The Greens (Benin)）
- 布吉納法索 争取布基纳发展生态主义党（英语：Ecologist Party for the Development of Burkina）
- 布吉納法索 布基纳生态主义者联盟（英语：Rally of the Ecologists of Burkina）
- 布隆迪绿色运动
- 中非 中非绿色运动
- 乍得生态主义者联盟—绿党
- 刚果（金） 刚果生态主义者联盟—绿党（英语：Rally of Congolese Ecologists – The Greens）
- 埃及 埃及绿党（英语：Egyptian Green Party）
- 加彭 加蓬绿党
- 加纳绿色运动
- 几内亚 几内亚生态主义者党
- 科特迪瓦生态党
- 肯尼亚环境绿党（英语：Mazingira Green Party of Kenya）
- 马达加斯加 马达加斯加绿党（英语：Madagascar Green Party）
- 马里生态主义党（英语：Ecologist Party of Mali）
- 模里西斯 兄弟绿党（英语：Les Verts Fraternels）
- 摩洛哥 绿党
- 莫桑比克 莫桑比克生态党
- 尼日尔 争取绿色萨赫勒联盟
- 奈及利亞 尼日利亚绿党
- 卢旺达 卢旺达民主绿党（英语：Democratic Green Party of Rwanda）
- 塞内加尔 塞内加尔生态主义者联盟（英语：Rally of the Ecologists of Senegal）
- 塞拉利昂绿党
- 索马里民主绿党
- 南非 南非绿色联盟
- 多哥 非洲多哥生态
- 突尼西亞 绿色突尼斯党（英语：Green Tunisia Party）
- 乌干达 乌干达生态党
- 尚比亞 赞比亚全国革命绿党